# Teoderik den Store
Teoderik den Store (født 12. maj 454 i Pannonien, død 30. august 526 i Ravenna), kendt hos romerne som Flavius Theodoricus, var en østgotisk konge, som regerede fra 474 til sin død i 526. Han var også konge af Italien fra 493 og de facto konge over vestgoterne som regent for sit barnebarn Amalarik fra 511.
Teoderik blev som barn af sin far Teodemir sendt til Konstantinopel som gidsel og sikkerhed for, at en traktat mellem den gotiske konge Teodemir og den romerske kejser Leo 1. ville blive overholdt. Teoderik benyttede denne periode til at knytte stærke venskabsbånd til kejser Leo og hans efterfølger Zenon. Han blev tilmed udnævnt til konsul. Samtidigt opnåede han stor indsigt i både romersk militærtaktik og administration.
Da han var blevet 20 år gammel i 488, vendte han tilbage til østgoterne som deres konge. Og kejser Zenon bad Teoderik om at tage hånd om situationen i Italien, hvor Odoaker havde afsat den vestromerske kejser og var begyndt at true de romerske interesser i området. Østgoterne levede som foederati i Romerriget, men der opstod ofte uroligheder blandt dem, og de var vanskelige at kontrollere, da de stadig manglede land til bosættelse. Teoderik og kejseren indgik derfor en gensidig aftale om, at østgoterne skulle få Italien, hvis de besejrede Odoaker.
Teoderik invaderede Italien i 488, og i 493 indtog han Ravenna (Italiens hovedstad), og fik Odoaker henrettet. Teoderik placerede derefter sig selv på den italienske trone. Han vedblev formelt at være vasal under den romerske kejser, men var i praksis en uafhængig monark.
Gennem størstedelen af sin regeringstid var Teoderik allieret med Frankerriget gennem sit ægteskab med den frankiske prinsesse Audofleda, men frankerkongen Klodevig 1.’s ambitioner om også at herske over goterne, førte til en langvarig krig, uden at det dog lykkedes for en af parterne at få overtaget.
På sine ældre dage nærede Teoderik mistro til alle omkring sig. Han sendte pave Johannes 1. til Konstantinopel i spidsen for en delegation af fem biskopper og fire senatorer for at forhandle med kejser Justinus 1. Meget lidt vides sikkert om delegationens budskab til Justinus; men besøget var vellykket, idet paven lykkedes i at overtale kejseren til at behandle arianerne med større mildhed, og dermed undgå represalier mod katolikker i Italien. Johannes 1.s besøg førte også til forsoning mellem vest- og østkirken efter en dyb splittelse som følge af Zenons Henocticon, udgivet i 482. Men nu mistænkte Teoderik paven og Justinus for at konspirere mod ham. I pavens fravær havde Teoderik beordret henrettelsen af filosoffen Boethius og svigerfaren Symmachus. Nu blev også pave Johannes arresteret og døde i fangenskab i Ravenna.